# Indywidualne Mistrzostwa Polski w Zapasach 1964

## Mistrzostwa Polski w Zapasach1964

### Mężczyźni
- styl wolny

17. Mistrzostwa Polski – x – x 1964, Kalisz
- styl klasyczny

34. Mistrzostwa Polski – x – x 1964, Piotrków Trybunalski

## Medaliści

### Mężczyźni

#### Styl wolny
| Kategoria:  | Złoto:                                    | Srebro:                                     | Brąz:                                     |
| 52 kg       | Lesław Kropp Boruta Zgierz                | Tadeusz Kosiarz Pafawag Wrocław             | Leonard Świderski Sulimirczyk Sulmierzyce |
| 57 kg       | Andrzej Kowalski Skra Warszawa            | Eugeniusz Ratajczak Sulimirczyk Sulmierzyce | Jerzy Bratus Drukarz Warszawa             |
| 63 kg       | Jan Żurawski Gwardia Warszawa             | Tadeusz Trojanowski LZS Ołtarzew            | Adam Palimąka Gwardia Warszawa            |
| 70 kg       | Waldemar Dąsal Lotnik Wrocław             | Marek Roszkiewicz Drukarz Warszawa          | Stefan Radziński Sulimirczyk Sulmierzyce  |
| 78 kg       | Mirosław Żywczyk Gwardia Warszawa         | Marek Grob Drukarz Warszawa                 | Marian Czardybon Siła Mysłowice           |
| 87 kg       | Bronisław Trzcionkowski Lotnik Wrocław    | Lech Pauliński Sulimirczyk Sulmierzyce      | Jan Motyl Boruta Zgierz                   |
| 97 kg       | Bogdan Bartkowiak Sulimirczyk Sulmierzyce | Ryszard Długosz Stal Rzeszów                | Franciszek Zorn Flota Gdynia              |
| ponad 97 kg | Czesław Walicht Lech Poznań               | Tadeusz Łąpieś ŁKS Łódź                     | Władysław Szulc Rokita Brzeg Dolny        |

#### Styl klasyczny
| Kategoria:  | Złoto:                               | Srebro:                             | Brąz:                               |
| 52 kg       | Stefan Hajduk Gwardia Warszawa       | Bogdan Miecznik Energetyk Poznań    | Emil Warzecha Górnik Wałbrzych      |
| 57 kg       | Brunon Broja Pogoń Ruda Śląska       | Marian Sadowski Włókniarz Boguszów  | Jan Hanusek Orzeł Wełnowiec         |
| 62 kg       | Czesław Korzeń Wisłoka Stomil Dębica | Stanisław Wróblewski Gdańsk         | Bernard Knitter Siła Mysłowice      |
| 67 kg       | Stefan Jurgiel Spójnia Gdańsk        | Jan Adamaszek Siła Mysłowice        | Paweł Tanżyna Unia Racibórz         |
| 73 kg       | Bolesław Dubicki Legia Warszawa      | Henryk Krzyżanowski Pafawag Wrocław | Kazimierz Krzyżanowski Flota Gdynia |
| 79 kg       | Jan Stawowski Siła Mysłowice         | Piotr Starzyński Unia Racibórz      | Czesław Kwieciński Siła Mysłowice   |
| 87 kg       | Jan Włodarczyk Unia Swarzędz         | Hieronim Pączek Flota Gdynia        | Stanisław Turos Orzeł Wełnowiec     |
| ponad 87 kg | Lucjan Sosnowski Legia Warszawa      | Jan Pluta Unia Swarzędz             | Zdzisław Hyra AKS Chorzów           |